# ムニキピウム
ムニキピウム（ラテン語: Municipium）とは、古代ローマ社会の都市国家の中でコロニアに次ぐ大きな集落組織のことをいう。他の集落と違ってムニキピウムにはローマ皇帝ないし元老院から自治を任されていた。自治市や自治都市と訳されることもある。
ムニキピウムに在住する第一市民はローマ市民権を持つ人間であり、ローマの公職への投票権を持つ。またムニキピウムには非ローマ人もいたが、ローマの影響下に置かれていた。非ローマ人の住民はローマ市民権は持たなかったものの、役人もしくは軍人など何かしらの公職に就いていれば、退役後にラテン市民権を獲得することができた。
ムニキピウムは自治を委任されており、従って自分たち独自の公職を持つ。公職は二人官（執政官）と按察官を2人ずつ、公職はローマ法に従って行動する事が求められた。また、都市参事会と呼ばれる首都ローマで言う元老院に相当する機関が設けられ、都市参事会員の地位は子孫に継承された。